# Notre-Dame-székesegyház (Párizs)
A Notre-Dame Párizs legismertebb gótikus stílusú temploma, a Párizsi főegyházmegye főszékesegyháza. Monumentális méreteivel és díszítettségével különleges hatást gyakorol a szemlélőkre. A Notre Dame francia kifejezés, jelentése: „Mi Asszonyunk”. A katedrális Párizs szívében, a Szajna folyó Île de la Cité nevű apró szigetén épült.

## Története
Alapkövét 1163-ban fektette le III. Sándor pápa, ezután egészen 1345-ig folyamatosan építették. A történelem során többször felújították. Az 1789-es francia forradalom alatt megrongálták, kalapáccsal leverték a művészi szobrok fejét. Az 1792. szeptemberi mészárlások idején a papságot elpusztította a terror. 1793 novemberében a Notre-Dame adott helyszínt az ateista Értelem kultusza (Le Culte de la Raison) alkalmából rendezett fényűző ünnepségnek, amikor a régi keresztény oltár helyén új oltárt emeltek a „Szabadság”-nak. A katedrálist az „Ész Temploma” névre nevezték át. 1804. december 2-án itt koronázták meg I. Napóleon francia császárt. 1845 és 1878 között az eredeti terveknek megfelelően felújították.
A Notre-Dame kőből épült, a nagy gótikus középkori templomokra jellemző keresztboltozatos megoldással, faragott kőcsipkékkel. A hatalmas katedrálist az építői támfalak nélkül tervezték meg, azonban a vékony falak nem bírták a rájuk nehezedő terhet, ezért támfalakkal erősítették meg, a Notre-Dame volt az első gótikus épület, amely így épült meg. Három gazdagon díszített kapuja és a szintén díszes ólomüveg ablakok jelentős díszei a katedrálisnak. Homlokzatán végighúzódik egy oszlopsor faragott bibliai királyokkal. Fontos elemei a nagy rózsaablakok is, amelyek többszínű üvegből készültek. Alaprajza funkciójának tökéletesen megfelel, ugyanis egyszerre több mint 6000 hívőt képes befogadni. A Notre-Dame beltere a maga öt hajójával szintén hatalmasnak számít, ugyanis az egész épület az egyház diadalát hivatott hangsúlyozni.
Ehhez méltóan a Notre-Dame orgonája (Le grand Orgue) is hatalmas zenei kincs. 1730-ban, XVI. Lajos francia király utasítására ötmanuálosra bővítették, és 46 regiszteres lett. A 7800 sípos hangszert többször felújították, ma is tökéletesen működik. A Notre-Dame 113 regiszteres, öt manuálos nagyorgonájáról sokan úgy tartják, hogy a világ egyik legjobb hangszere.
A székesegyház hossza 128 méter, szélessége 48 méter, az ikertornyok magassága 69 méter, a főhajó belmagassága 32,5 méter. A hosszháza öt-, a keresztháza pedig egyhajós. A fő- és a kereszthajó képzeletbeli metszéspontján áll a huszártorony. Az ikertornyok közötti rózsaablak átmérője közel 10 méter. A tetőzet faszerkezetének elkészítéséhez az építők mintegy 1300 tölgyfát használtak fel.

## Építészeti jelentősége
A párizsi Notre-Dame-székesegyház a korai gótikus építészet első mesterműve. Szerkezetében már csaknem teljesen eltűntek a romanika hagyományai. Az öthajós belső szinte töretlen lendületű, mivel a kereszthajó viszonylag rövid. Az árkádsort egyforma, sima oszlopok hordozzák. A hatosztatú boltozatot tartó gyámoszlopkötegek is az egyenletes ritmust erősítik.
A főhajó magassága szélességének a háromszorosa. A gótikus térben már csak a karzat idézi a romanika templomait. A Notre-Dame nyugati homlokzata a későbbi székesegyházak mintájává vált, ezt a kompozíciót követték, variálták. Így Párizs ikonikus épülete egy építészeti korszak lezárását és egy új gondolat elindítását is jelenti. Ezután a szerkezetek egyre könnyedebbek lettek, a belső tér egyre „emelkedettebb” hangulatú. A tömör falak zártsága eltűnik, helyükön a kővázat kitöltő nagy ablakok jelennek meg. Az ablakokat osztó kőrácsok rajza fokozatosan fejlődik az egyszerű geometrikus formáktól a bonyolultabb „sugárzó”, majd „lángoló” kompozíciókig. A kőrácsok átszövik az ablakok színes üvegfelületét, a belső térbe hatoló színes fény fokozza a tér dinamizmusát, anyagtalanná teszi a kőszerkezetet.

## 2019. április 15-i tűzvész
2019. április 15-én késő délután kigyulladt a székesegyház felállványozott tornya és tetőszerkezete. Az oltáshoz legalább 400 tűzoltó érkezett a helyszínre.
A lángok a templomépület felső részében csaptak fel, ahol felújítási munkálatok zajlottak. A tűz következtében összeomlott a katedrális kúp alakú tornya, a huszártorony, a tetőszerkezet kétharmada pedig megsemmisült. Az elkezdődött hatósági vizsgálatot baleset ügyében folytatják, nyilatkozta Rémy Heitz párizsi államügyész a tűz másnapján tartott sajtótájékoztatóján. Három nappal az eset után a francia bűnügyi rendőrség vezetője bejelentette, hogy feltehetően rövidzárlat okozta a tüzet. A tűzeset után Macron elnök azt a célt tűzte ki, hogy öt év alatt állítsák helyre a templomot. A székesegyház 2024. december 7-én nyitotta ünnepélyesen újra kapuit.